# Lenartovce
Lenartovce jsou obec na Slovensku v Banskobystrickém kraji, v okrese Rimavská Sobota v blízkosti hranic s Maďarskem. Leží na řece Slaná. První zmínka o obci je z roku 1364.
Žije zde 568 obyvatel. Obec je křižovatkou železničních tratí, z tratě Zvolen – Košice odbočuje trať do Miškovce.

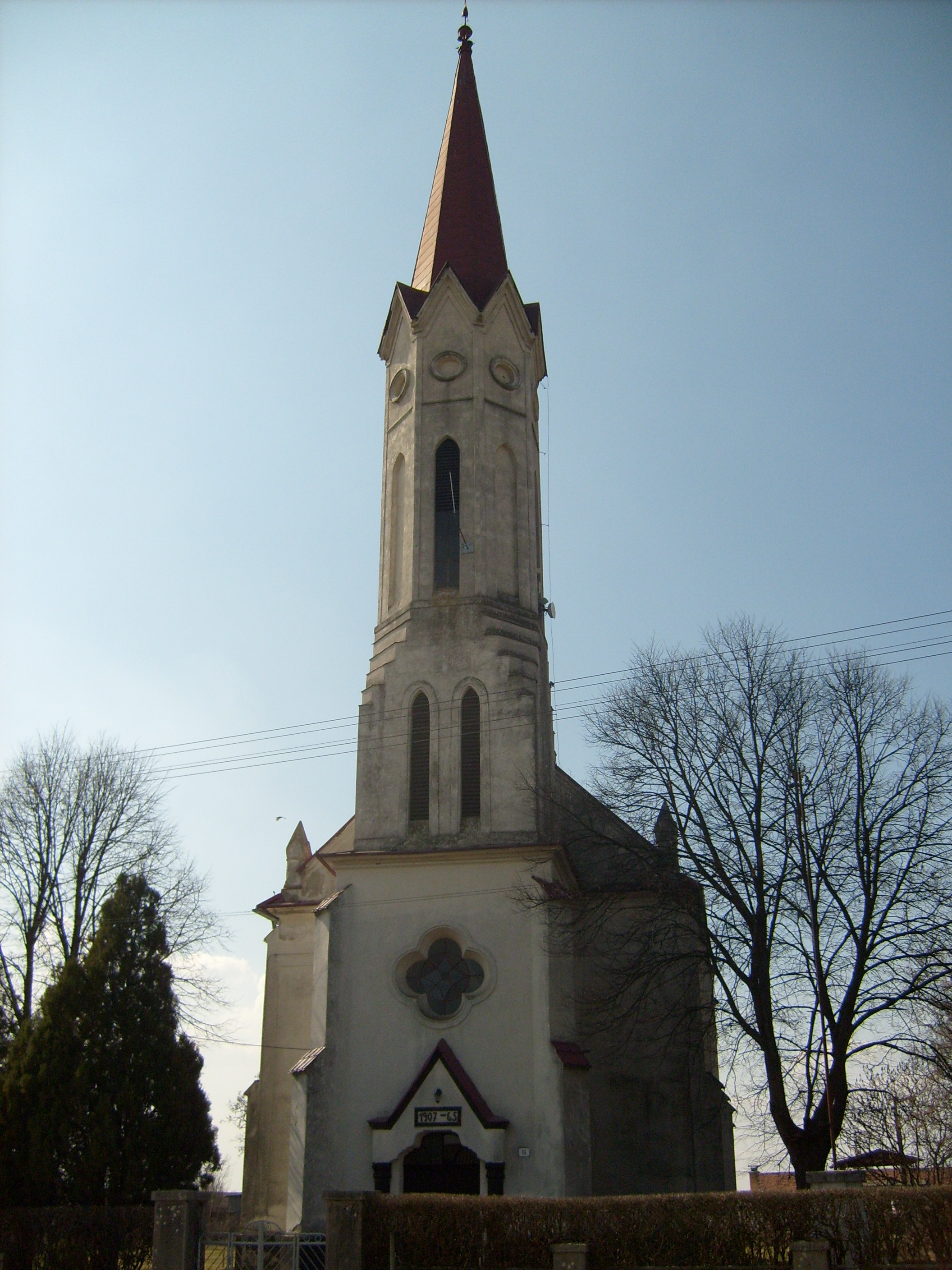
Kostel reformované církve
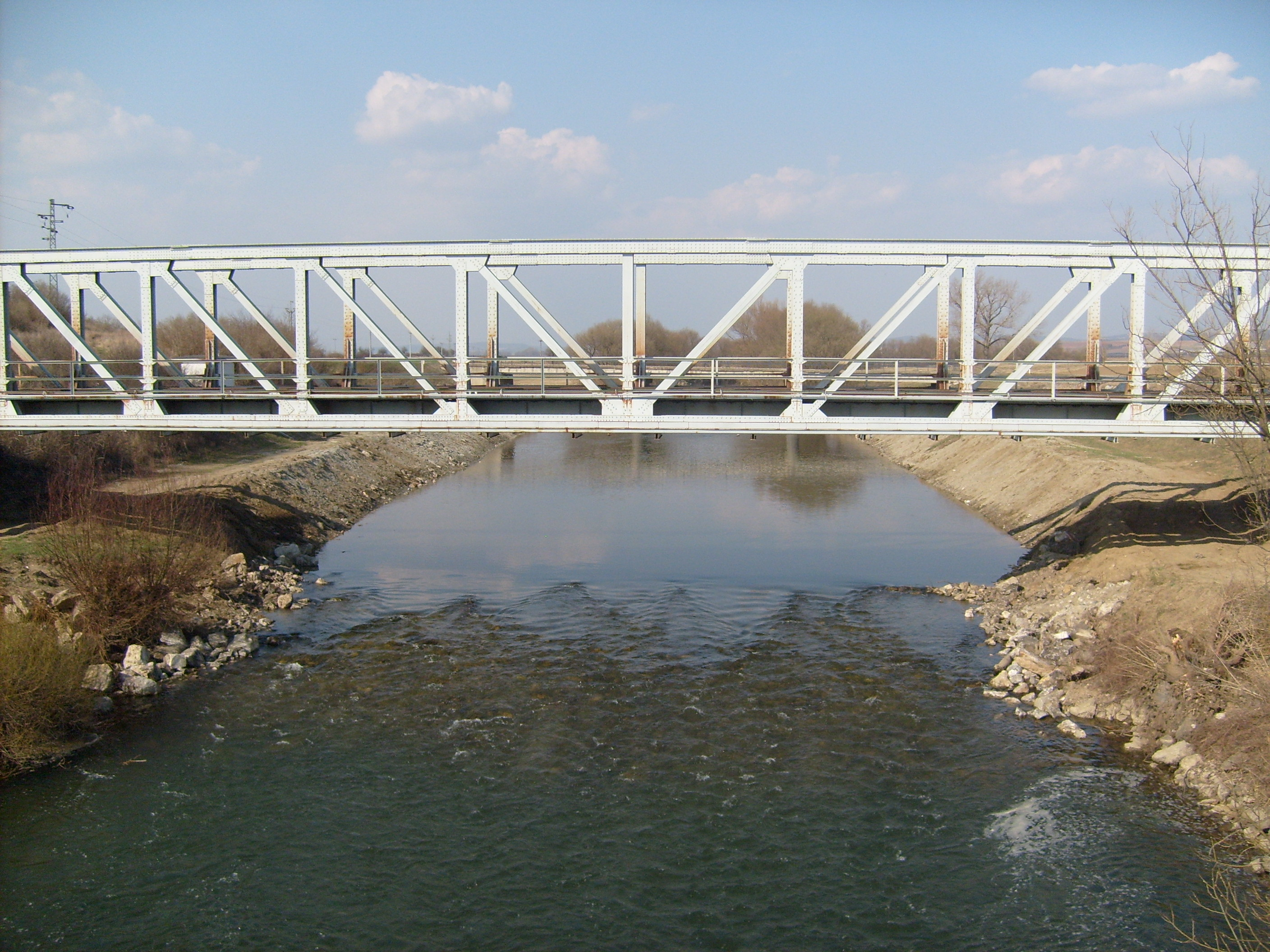
Železniční most přes Slanou
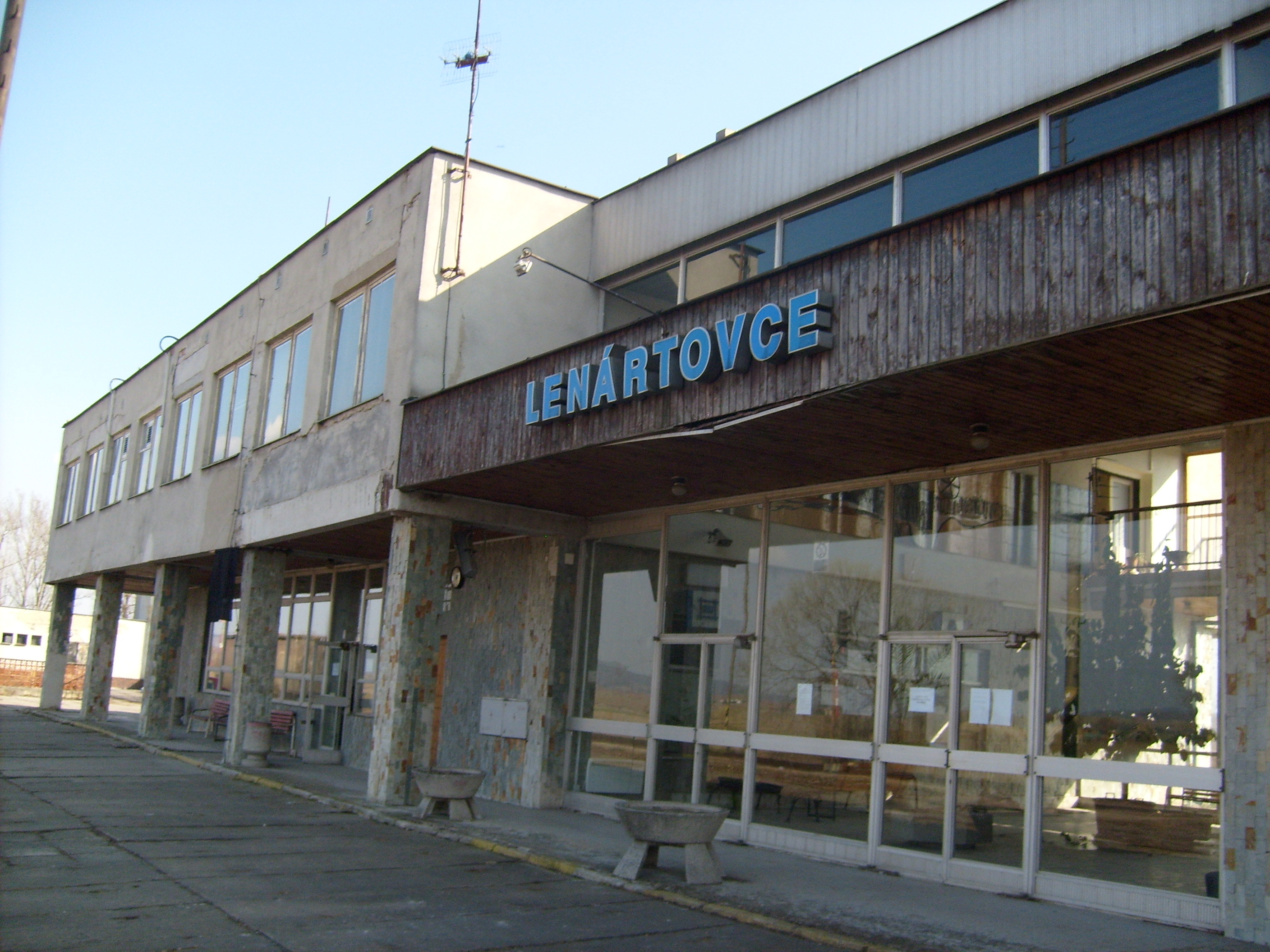
Budova železniční stanice